# Shadow Fight (serie)
Shadow Fight es una serie de videojuegos de lucha desarrollados por Nekki y Banzai.Games, y publicados por Nekki. Cada juego está ambientado en el Lejano Oriente, e implica acción de artes marciales entre combatientes que suelen ser siluetas. La primera entrega se lanzó inicialmente como un juego de Facebook, antes de que dos secuelas estuvieran disponibles como juegos móviles free-to-play.

## Videojuegos

### Shadow Fight
Shadow Fight era un juego de lucha basado en Facebook desarrollado por Nekki. Fue lanzado el 12 de febrero de 2011. En las batallas en línea, los jugadores juegan entre sí, utilizando hechizos mágicos, armas de largo alcance y herramientas de combate cuerpo a cuerpo, o mediante luchas desarmadas. Shadow Fight estaba disponible en Facebook en inglés, ruso, alemán, francés, italiano, portugués y turco.
El juego siguió estando disponible hasta unos meses antes del lanzamiento de Shadow Fight 3. El 16 de agosto de 2017, los desarrolladores anunciaron en Twitter que los servidores de Shadow Fight se cerrarían el 29 de septiembre de 2017, y que ya no se aceptarían transacciones dentro del juego. Los jugadores que abrieron el juego recibieron 900.000 rubíes como regalo de despedida. Sin embargo, debido a la demanda popular, Nekki retrasó el cierre un mes hasta el 27 de octubre de 2017.

### Shadow Fight 2
Shadow Fight 2 es la segunda entrega de la trilogía. Lanzada en todo el mundo en 2014 para dispositivos móviles y portada a computadoras y consolas de octava generación, la secuela se basa más en la historia que su predecesora. La trama sigue a un guerrero conocido sólo como "Sombra", que alguna vez fue un guerrero legendario, famoso por nunca perder una batalla. Mientras buscaba un oponente digno, Shadow abrió accidentalmente la Puerta de las Sombras, un camino a otro reino, desatando poderosos demonios en su mundo. Reducido a una silueta sin rostro, Shadow ahora lucha para recuperar su honor y su cuerpo físico perdidos.
El juego consta de múltiples actos, cada uno de los cuales implica que el jugador suba de nivel participando en batallas contra oponentes controlados por la AI, ganando dinero para mejorar el arsenal de Shadow. Mientras que los primeros actos giran en torno a Shadow luchando contra los demonios que desató sobre el mundo y buscando una manera de sellar las Puertas de las Sombras, la parte final del juego ve a Shadow aventurándose en el Mundo de las Sombras, donde debe derrotar a un alienígena señor de la guerra llamado Titán. El juego también incluye un modo multijugador, donde en lugar de luchar entre sí, los jugadores deben trabajar juntos para derrotar a varios jefes en el Inframundo.

### Shadow Fight 3
Shadow Fight 3 es un juego de lucha y acción RPG. Se anunció en abril de 2017 y se espera que se lance en el otoño del mismo año. Después de extensas pruebas beta, el juego fue lanzado en Canadá el 17 de julio de 2017, en India el 27 de octubre de 2017 y en todo el mundo el 16 de noviembre de 2017. Se puede jugar en muchos idiomas.
A diferencia de sus predecesores, Shadow Fight 3 no representa a los luchadores como siluetas. En cambio, se representan como personajes tridimensionales realistas en un entorno animado. Los jugadores construyen un indicador durante el combate, lo que les permite entrar temporalmente en "Forma de Sombra". Esto les permite usar habilidades de sombra. Las habilidades de las sombras se basan en el equipo y la facción actuales del jugador. Los artículos se adquieren en forma de tarjetas coleccionables que se pueden ganar o comprar.
El juego tiene lugar años después de los acontecimientos de Shadow Fight 2 y gira en torno a un conflicto entre tres facciones distintas. El jugador comienza el juego como miembro de Legion, que utiliza principalmente armas europeas como espadas y martillos y tiene ataques lentos pero poderosos. Más tarde, escapan a Dynasty, que tiene un estilo de lucha más rápido y acrobático y usa armas de toda Asia como Nunchaku y Guandao. La última facción principal son los Heraldos, que tienen ataques más precisos y principalmente armamento japonés como Naginata y Katana (de las cuales existen dos variantes: Katana normal y otras usadas de manera similar a Iaidō).

### Shadow Fight 4: Arena
Shadow Fight 4: Arena es la cuarta entrega de los juegos de lucha publicados por Nekki y desarrollado por Banzai.Games. Es la secuela de Shadow Fight 3. El lanzamiento preliminar de este juego se lanzó solo en Canadá y luego se lanzó a nivel mundial el 3 de noviembre de 2020.
Shadow Fight 4: Arena está disponible en inglés, alemán, italiano, francés, chino (simplificado y tradicional), español, japonés, portugués, tailandés, ruso, turco, vietnamita e indonesio.

### Shades: Shadow Fight Roguelike
La última entrega de Shadow Fight. Cuenta con el estilo visual de Shadow Fight 2, incluso con personajes familiares en Shades. Además, también se revelan mundos previamente desconocidos y no descubiertos.
En este juego, los oponentes tienen muchas características que diversifican el juego. Además, el juego tiene bonificaciones, que son otra característica del juego y se pueden elegir entre peleas, lo que facilita derrotar incluso a los oponentes más formidables.
Del mismo modo, el inventario evoluciona los conceptos de Shadow Fight 2. Cuenta una descripción detallada de cada elemento, así como la fuerza total del personaje.